# Arthur Brückner
Arthur Brückner (* 24. August 1877 in Dorpat; † 29. März 1975 in Basel) war ein deutscher Augenarzt.

## Leben
Arthur Brückner wurde 1877 in Dorpat (heute Tartu) in Estland geboren. Sein Vater war der Historiker Alexander Brückner, sein Bruder Eduard Brückner. Nach dem Medizinstudium wurde er ab 1910 Professor in Königsberg. Nach Stationen in Berlin und Jena wurde er schließlich 1923 als Professor und als Leiter der Augenklinik nach Basel berufen.
Als erste wichtige Aufgabe sah Brückner es an, die innere Reorganisation der Klinik einzuleiten, da ein erheblicher Rückgang der Frequenz im Gesamtsektor zu verzeichnen war. Brückner, ein Schüler von Ewald Hering, befasste sich in seinen Forschungsarbeiten intensiv mit der Sinnesphysiologie gekoppelt im Zusammenhang mit der Allgemeinmedizin. Infolge der Auswirkungen des Ersten Weltkriegs beschäftigte er sich zudem mit der Wiederherstellungschirurgie am Auge. Besondere Bedeutung kommt Brückner als dem Begründer der Zytologie des Kammerwassers zu. Ein zusätzlicher Forschungsschwerpunkt Brückners war die moderne Dioptrik.
Brückner emeritierte 1948 und hatte in seinem Schüler Friedrich Rintelen seinen Nachfolger. Er starb 1975 in Basel.

## Veröffentlichungen (Auswahl)
- Grundriss der Augenheilkunde (1919)
- Grundzüge der Brillenlehre (1921)
- Kurzes Handbuch der Ophthalmologie herausgegeben mit F. Schieck, sieben Bände. (1930–1932)